# 玉簾寺
玉簾寺（ぎょくれんじ）は、茨城県日立市にある臨済宗円覚寺派の寺院。

## 歴史
1678年（延宝6年）、水戸藩第2代藩主徳川光圀の開基である。
境内には、「玉簾の滝」と呼ばれる滝がある。これは1683年（天和3年）に光圀によって命名された。景勝の地であるため、多くの文人墨客が訪れている。
当寺の本尊は地蔵菩薩であるが、観音堂に安置されている「玉簾観音」と呼ばれる観音菩薩像の方が有名である。定朝の作と伝えられている。

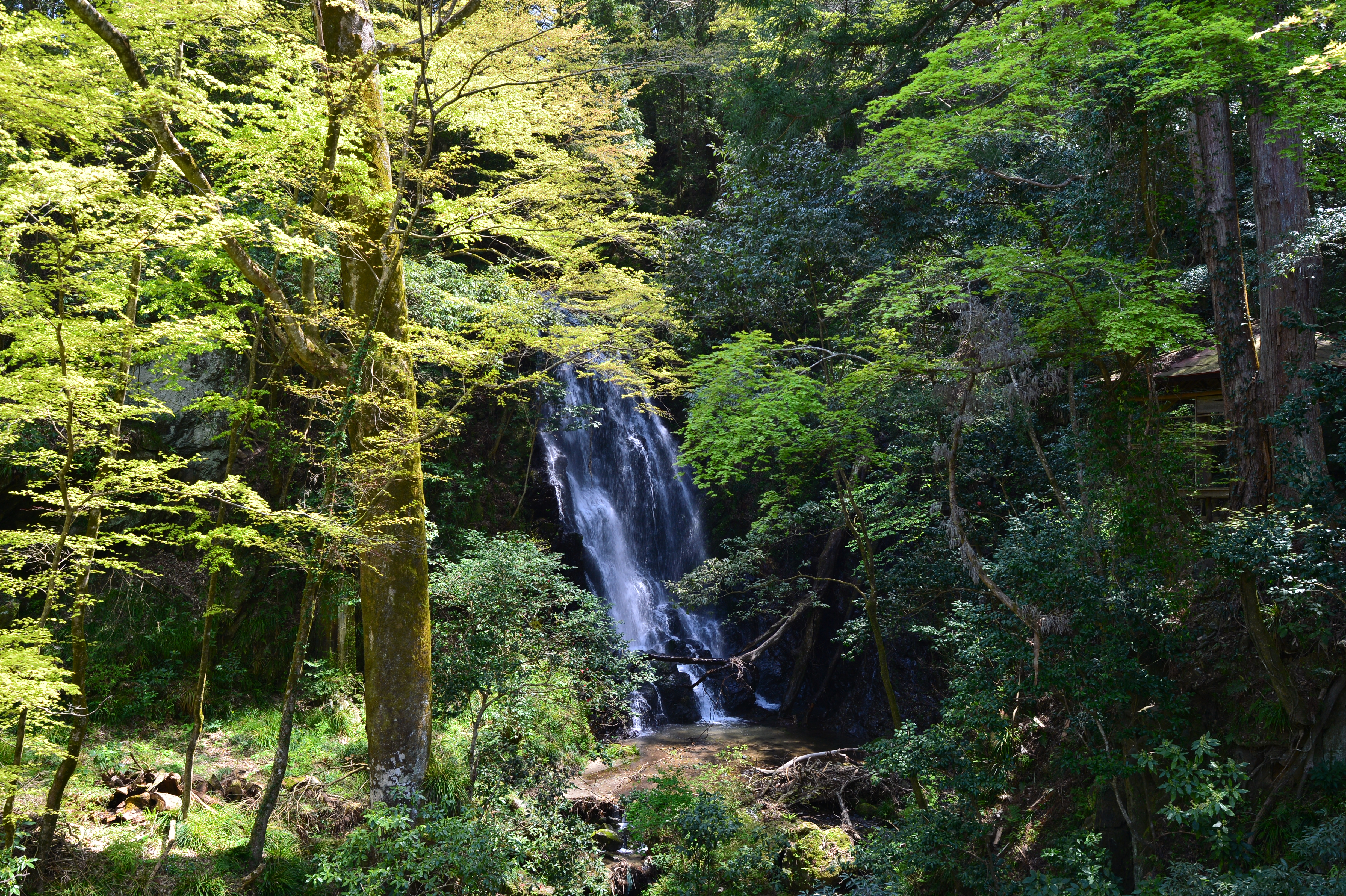
玉簾の滝

## 文化財
- 木造観音菩薩坐像（茨城県指定文化財 昭和44年12月1日指定）[2]

## 交通アクセス
- 日立駅より車30分。